# Neffos X20 Pro
Neffos X20 Pro — смартфон компанії TP-Link, який був представлений у лютому 2019 року на виставці MWC 2019 в Барселоні разом зі своїм бюджетним варіантом Neffos X20.
Попри невелику вартість відноситься до найкращих бюджетних телефонів із гарною камерою.

## Зовнішній вигляд
Корпус повністю виготовлений з пластику із рамкою, що забарвлена в основний колір апарату та імітує сталеву поверхню.
Задня поверхня має 3d ефект з переливом кольору.
Телефон отримав дисплей на IPS матриці з діагоналлю 6.26 дюйма та розділовою здатністю 1520x720 (HD+). Дисплей займає 87,2 % екрана та має краплеподібний виріз камери. Фронтальна частина покрита захисним склом 2.5D Gorilla Glass.
Габарити: ширина 77.3 мм, висота 159.7 мм, глибина 8.8 мм, вага 172 грам. Співвідношення сторін 19:9.
На українському ринку представлений у 2 кольорах: чорний (Black) та зелений (Malachite Green).

## Апаратне забезпечення
Смартфон побудовано на базі SoC від MediaTek — Helio P22 MT6762. Процесор включає чотири ядра 4 ядра Cortex-A53 з частотою 2.0 ГГц і ще 4 ядра Cortex-A53 1.5 ГГц. Графічне ядро — IMG PowerVR Rogue GE8320 520 МГц.
оВнутрішня пам'ять телефону складає 64 ГБ. Оперативна пам'ять — 3 ГБ. Слот для microSD картки дозволяє розширити пам'ять до 128 Гб.
Акумулятор незнімний Li-Ion 4100 мА/г.
Основна камера подвійна з подвійним спалахом 13 Мп (f/2.8) + 5 Мп (сенсор глибини). Основна камера має автофокус та спеціальні функції: ефект боке, AI Beauty, розпізнавання середовища. Відео знімає в форматі HD+ (1920 х 1080).
Фронтальна камера 13 Мп (f/2.8).

## Програмне забезпечення
Neffos X20 Pro працює на операційній системі Android 9,0 (Pie) із фірмовою оболонкою NFUI 9.
Підтримує стандарти зв'язку: 4G LTE; 3G UMTS, WCDMA; 2G EDGE.
Бездротові інтерфейси: Wi-Fi 802.11a/b/g/n/ac, Bluetooth 5.0 (A2DP, LE).
Смартфон підтримує навігаційні системи: GPS, ГЛОНАСС.

## Комплектація та додаткові функції
Комплектація: документація, зарядка, USB кабель, ключ для слота SIM-карт.
Додатково: датчики відбитків пальців, освітлення, наближення, компас, акселерометр, сканер обличчя, ФМ-радіо.
Поточна ціна в Україні від 3299 грн.